# Keramosphaerina
Keramosphaerina es un género de foraminífero bentónico de la familia Keramosphaeridae, de la superfamilia Soritoidea, del suborden Miliolina y del orden Miliolida. Su especie tipo es Bradya tergestina. Su rango cronoestratigráfico abarca desde el Coniaciense hasta el Maastrichtiense (Cretácico superior).

## Clasificación
Keramosphaerina incluye a las siguientes especies:
- Keramosphaerina sarda †
- Keramosphaerina tergestina †

En Keramosphaerina se ha considerado el siguiente subgénero:
- Keramosphaerina (Bradya), aceptado como género Bradya